# جسر فرانسيس سكوت كي (بالتيمور)
جسر فرانسيس سكوت كي هو عبارة عن جسر جمالوني فولاذي مستمر، يمتد على الجزء السفلي من نهر باتابسكو وميناء بالتيمور الخارجي الذي يحمل طريق بالتيمور بيلتواي (الطريق السريع 695 أو I-695) بين هوكينز بوينت، وهو حي جنوبي معزول في بالتيمور ودوندالك في ماريلند بالولايات المتحدة. كما يمر المعبر بين مدينة بالتيمور ومقاطعة بالتيمور عبر جزء صغير من مقاطعة آن أروندل. انهار الجسر الرئيسي وجزء من المدخل الشمالي الشرقي للجسر في 26 مارس 2024، عندما اصطدمت سفينة الحاويات إم في دالي بأحد دعاماته.

## تاريخ
افتتح الجسر في 23 مارس 1977، وسمي على اسم الشاعر فرانسيس سكوت كي (1779–1843)، مؤلف كلمات النشيد الوطني الأمريكي "الراية المتلألئة بالنجوم". كان يُعرف باسم معبر الميناء الخارجي حتى عام 1976، عندما اعيد تسميته وهو لا يزال قيد الإنشاء. يُعرف أيضًا باسم الجسر الرئيسي أو جسر بيلتواي. ويبلغ الطول الرئيسي قرابة 1,200 قدم (366 م) وكان ثالث أطول جسر جاملوني مستمر في العالم، وكان الطول الإجمالي 8,636 قدم (2,632 م). كان ثاني أطول جسر في منطقة بالتيمور الحضرية، بعد جسر خليج تشيسابيك.